# Vače
Vače so kraj v Občini Litija. Od Litije so oddaljene 12 km, od Ljubljane pa 36 km. Znane so predvsem kot najdišče »vaške situle«. V bližini kraja je vas Slivna (pod istoimenskim hribom), kjer je geometrično središče Slovenije (GEOSS).

## Predzgodovinska najdišča na Vačah
V halštatskem obdobju (starejša železna doba) se je na območju Vač zaradi najdišč limonita uveljavilo železarstvo, ki je po domnevah obstajalo med 8. in 1. stoletjem pr. n. š.
Arheološka najdišča v Vačah obsegajo naselbino (izkopanih je bilo 19 hiš) in 6 grobišč, kjer je bilo izkopanih več kot 2000 grobov.
Med najpomembnejše najdbe štejemo 4 situle, od katerih je najbolj okrašena dobila ime situla z Vač (tudi Vaška situla) in je shranjena v Narodnem muzeju Slovenije. Njena povečana kopija stoji v vasi Klenik, kjer je bila situla odkrita. Glavna arheološka dela nam tem področju je vodil France Stare, slovenski arheolog.
V okolici Vač je bilo izkopanih čez 2.000 grobov iz, železne dobe, kar Vače uvršča med največja grobišča tega obdobja v srednji Evropi. Tudi pripadajoča naselbina je bila med največjimi takratnimi naselbinami oz. gradišči. Razprostirala se je na Zgornji in Spodnji Kroni ter Slemšku in je merila okrog 11 hektarjev.
V vasi so vidni tudi ostanki fosilne morske obale.

## Fosilna morska obala
Za pokopališčem na Vačah se nahajajo ostanki fosilne morske obale. Jurski apnenec je nastal pred 110 milijoni let, morje pa jo je prekrivalo še v miocenu, pred 13 milijoni let. Na obali so najdeni naslednji fosili:
- luknje kamnovrtnih školjk iz rodu Lithophaga,
- ostanki spužve vrtalke
- zobje morskih psov iz rodu Hexanchus
- velika pokrovača ali jakobova školjka (latinsko Pecten)
- raki vitičnjaki
- peščeni sedimenti z ostrorobnimi odlomki kamnin in školjk

V nobeni luknji ni ohranjena školjčna lupina, školjke so bile naknadno raztopljene. Ohranjene so fosilne školjčne lupine ostrig, velike do 10 centimetrov ter zobje morskih psov.
Profesor dr. Stanko Buser v svojih raziskavah pravi, da je bilo morje na tem mestu pred 13 milijoni let, apnenci pa naj bi nastali pred 180 milijoni leti.
8 metrov fosilne morske obale je zaščitene s streho. Med prvo in drugo svetovno vojno je bil na tem mestu kamnolom.
Fosilna morska obala je zavarovana z odlokom o razglasitve geološke znamenitosti na Vačah za naravni spomenik. Ur. list RS 15/97.

## Rojeni na Vačah
- Matevž Ravnikar
- Matija Hvale
- Fran Celestin
- Janez Grilc
- Tit Strmljan
- Anton Lajovic
- Valerija Bojc
- Etbin Bojc
- Mirko Mrva
- Jože Sevljak
- Alojzij Juvan